# Nephrotoma atrostyla
Nephrotoma atrostyla är en tvåvingeart som beskrevs av Alexander 1935. Nephrotoma atrostyla ingår i släktet Nephrotoma och familjen storharkrankar. Inga underarter finns listade i Catalogue of Life.